# Livrare

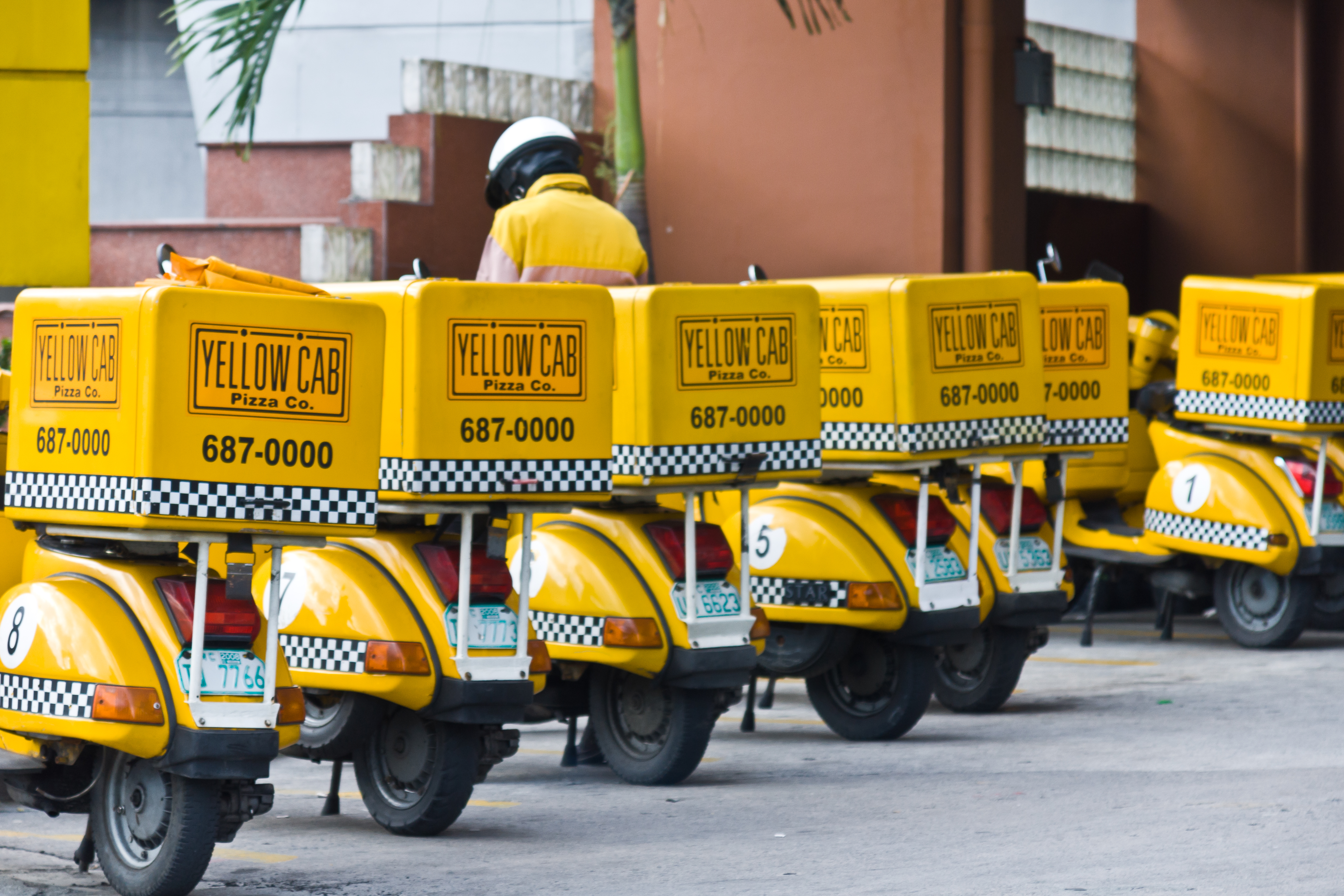
Scutere pentru livrare de pizza în Cartierul de Afaceri Makati, Manila, Filipine

Livrarea este procesul de transport al mărfurilor de la un amplasament sursă la o destinație prestabilită. Există diferite tipuri de livrare. Mărfurile (bunuri fizice) sunt în primul rând livrate prin intermediul drumurilor și căilor ferate terestre, prin intermediul canalelor de transport maritime și prin intermediul rețelelor aviatice.  Anumite bunuri de specialitate pot fi livrate prin alte rețele, cum ar fi conductele pentru bunuri lichide, rețelele electrice pentru energia electrică și rețele informatice, precum Internetul sau rețelele de difuzare pentru informații electronice.
Procesul general de livrare a bunurilor este cunoscut sub numele de distribuție. Studiul proceselor eficiente  de livrare și dispunere de bunuri și de personal este numit logistică. Firmele care se specializează în livrarea bunurilor comerciale de la punctul de producție sau de depozitare până la punctul de vânzare sunt cunoscute în general sub numele de distribuitori, în timp ce cele care se specializează în livrarea bunurilor la consumator sunt cunoscute ca servicii de livrare. Serviciile poștale, de curierat sau de relocare pot livra, de asemenea, bunuri în interes comercial sau privat.

## Livrarea bunurilor de consum

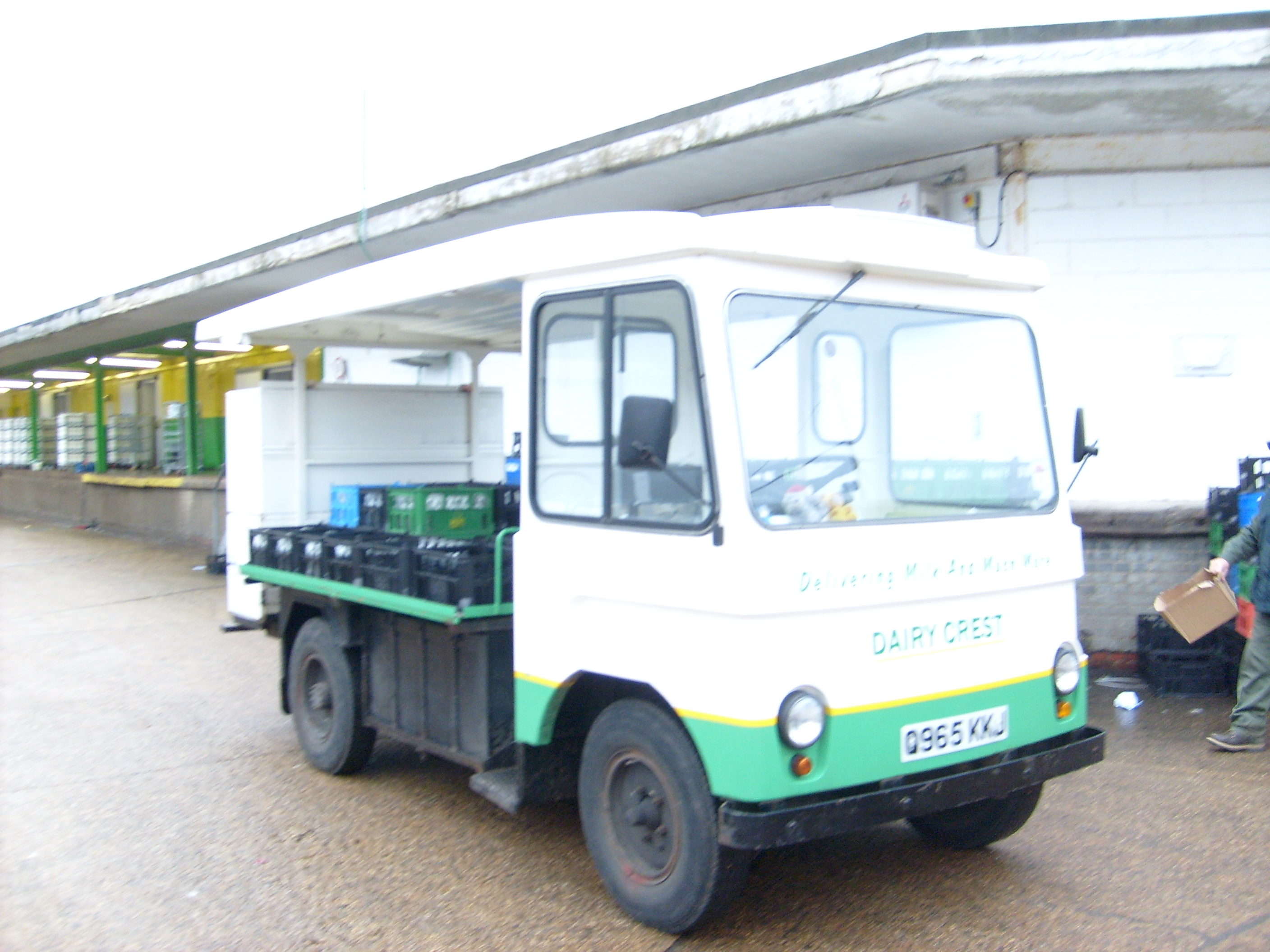
O mașină pentru lapte electrică din perioada Elisabetană Dairy Crest Fierari folosită la livrarea laptelui proaspăt la ușile oamenilor.

Cele mai multe bunuri de consum sunt livrate de la un punct de producție (fabrică sau fermă) prin intermediul unui sau mai multor puncte de depozitare (depozite) la un punct de vânzare (magazin), unde consumatorul cumpără bunul și este responsabil pentru transportul acestuia la punctul de consum. Există mai multe variante ale acestui model în funcție de anumite tipuri de bunuri și modalități de vânzare. Produsele vândute prin cataloage sau pe Internet pot fi livrate direct de la producător sau depozit la domiciliul consumatorului, sau la o cabină de livrare automată. Producătorii mici își pot livra produsele direct către magazine fără depozitare.
Unii producători au puncte de vânzare în fabrică, care servesc și ca depozit și ca magazin, vânzând produsele direct consumatorilor la prețuri en-gros (deși multe magazine își fac publicitate falsă ca fiind puncte de vânzare ale fabricii). Materialele de construcții și amenajare sunt, în general, livrate consumatorului de către contractant ca parte a unui alt serviciu. Unele mărfuri extrem de perisabile sau periculoase, cum ar fi radioizotopii utilizați în imagistica medicală, sunt livrate direct de la producător la consumator.
Livrarea la domiciliu este de multe ori disponibilă pentru fast-food și alte produse de agrement, de exemplu, livrarea de pizza. Uneori livrarea la domiciliu a bunurilor de supermarket este posibilă. O mașină pentru lapte este un mic vehicul electric care operează cu baterii (BEV), conceput special pentru livrarea de lapte proaspăt. O nouă formă de livrare este în curs de dezvoltare la orizont în era internetului: livrarea prin intermediul mulțimii, crowd delivery. În acest caz, un individ, nu neapărat contractat de către vânzător, efectuează livrări de bunuri la destinație. Uneori, companiile private de curierat vor livra, de asemenea, bunuri de consum în mod regulat pentru companii precum afacererile E-commerce.

## Vehiculele de livrare

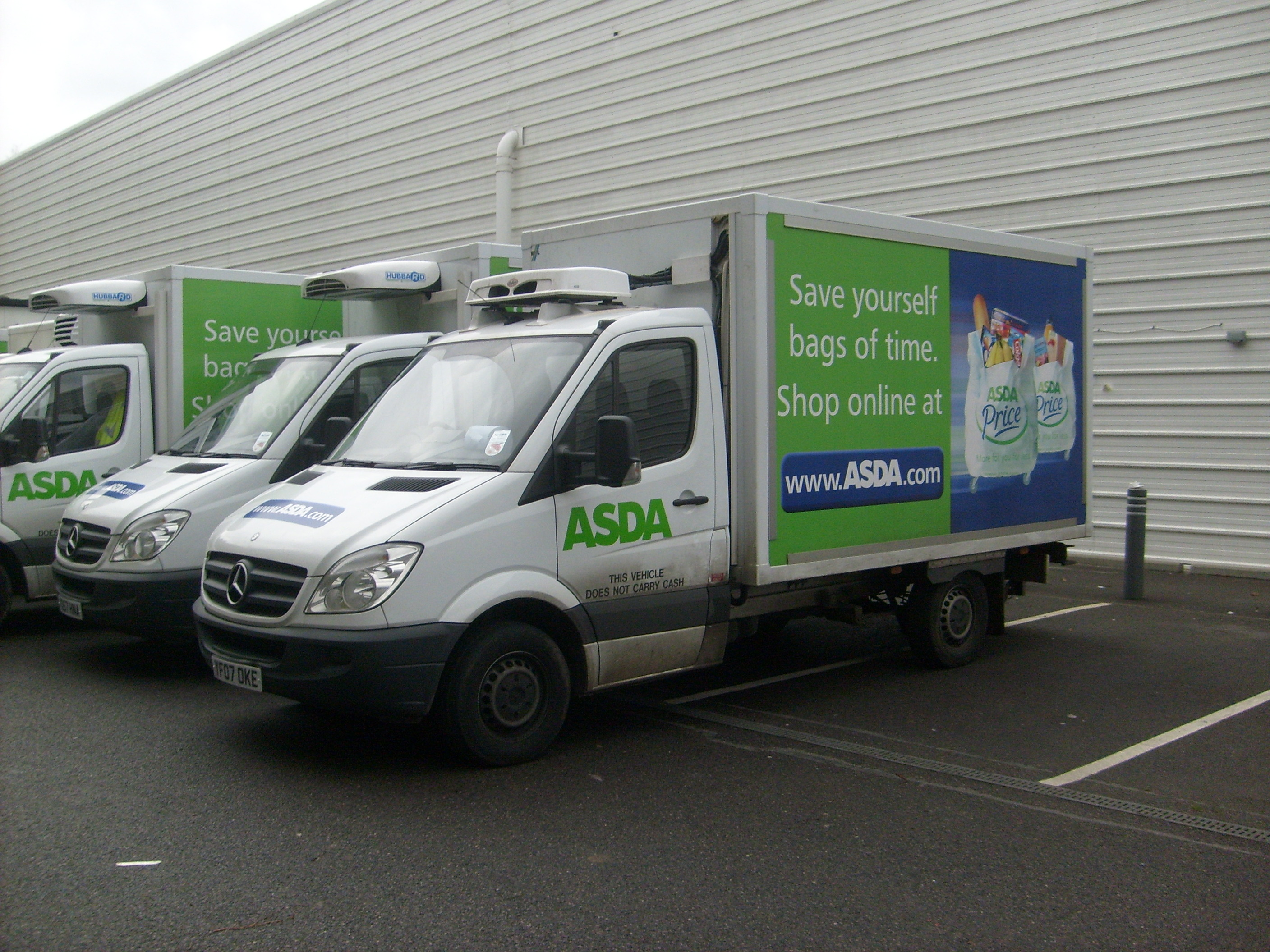
Dubițe ASDA Mercedes-Benz Sprinter pentru livrarea alimentelor la ușile clienților

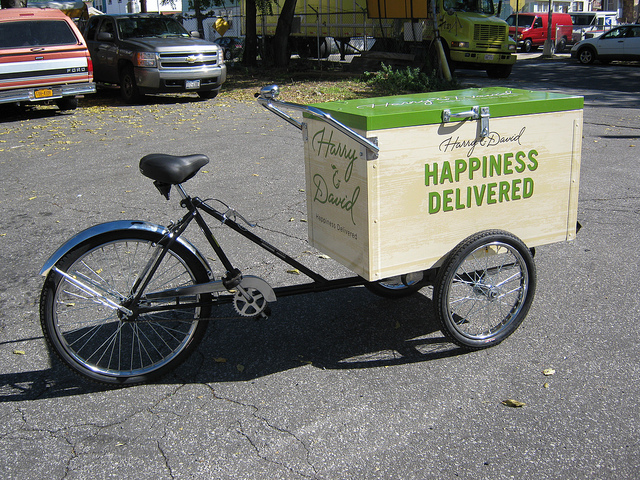
Tricicletă de livrări

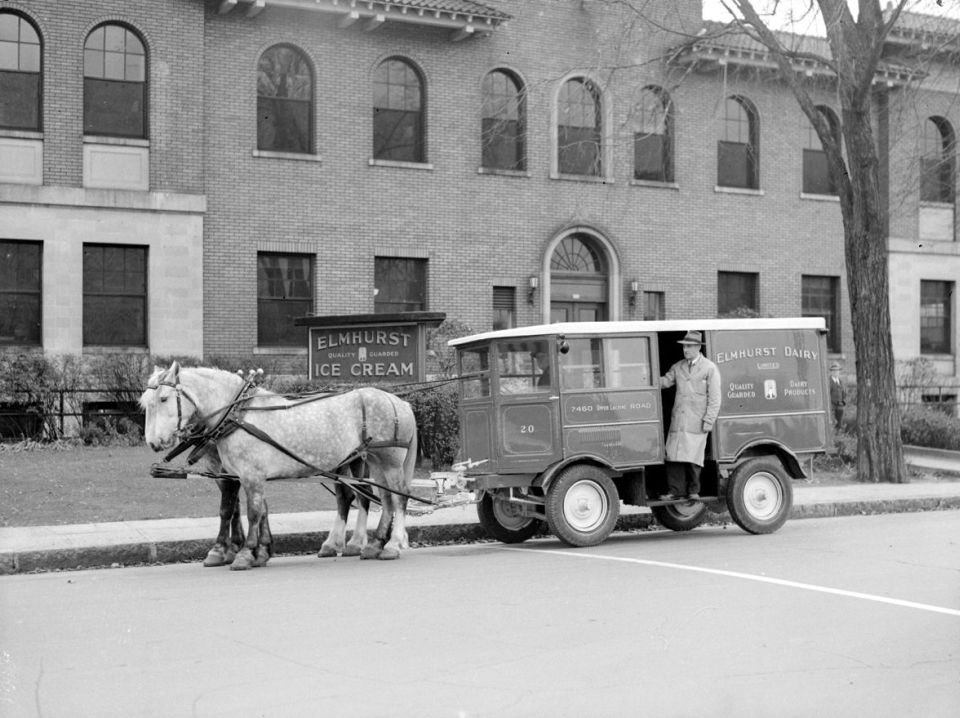
Trăsură pentru livrarea lactatelor, în Montreal, Quebec, Canada în1942

Cererea consumatorilor ca supermarketurile să livreze la domiciliu a dat naștere nevoii de a avea vehicule pentru temperaturi mixte cu șasiu de 3,5T. Aceste caroserii au fost inițial construite cu tradiționalele panouri PVC, dar odată ce materiale mai ușoare și mai rezistente au intrat pe piață, companiile au început să dezvolte Vehicule Avansate pentru Livrări la Domiciliu. În 2012, Spectacolul cu Mașini Utilitare din Marea Britanie a expus noul model JDC PolyBilt, unul din cele mai recente caroserii din "plastic", care pot fi reciclate la finalul exploatării acestora, spre deosebire de tradiționalul GRP, care ajungea într-un depozit de deșeuri.
Vehiculele sunt adesea specializate pentru livrarea diferitor tipuri de bunuri. Pe uscat, semi-remorcile sunt echipate cu felurite caravane precum remorci pentru cutii, platforme, remorci de tractare, rezervoare, iar trenurile de cale ferată au mașini specializate similare. Exemple de vehicule specializate în livrarea anumitor tipuri de bunuri sunt vehiculele blindate, autobasculantele și mixerele de beton. Pe mare, navele comerciale vin în diferite forme, precum navele de marfă, petrolierele și bărcile de pescuit. Aeronavele de marfă sunt, de asemenea, folosite la livrarea mărfii.
Adesea, vehiculele de pasageri sunt folosite la livrarea bunurilor. Acestea includ autobuzele, dubițele, furgonetele, mașinile (pentru poștă sau pizza, spre exemplu), motocicletele și bicicletele (pentru livrarea ziarelor). O cantitate importantă de marfă este transportată în zonele de depozitare din bărcile și avioanele de pasageri. Călătorii de zi cu zi, cunoscuți și ca curieri ocazionali, pot fi folosiți și ei pentru livrarea bunurilor. 
Livrarea către zone îndepărtate, primitive sau nelocuite poate fi făcută prin intermediul aeronavelor mici, snowmobilelor, trăsurilor trase de cai, săniilor, animalelor de haită, pe jos sau printr-o varietate de alte mijloace de transport.

## Livrări periodice
Anumite produse sunt livrate către consumatori în mod periodic. Din punct de vedere istoric, livrarea la domiciliu a multor bunuri era mult mai comună în centrele urbane ale lumii dezvoltate. La începutul secolului 20, produsele perisabile de la fermă, cum ar fi laptele, ouăle și gheața, erau livrate săptămânal sau chiar zilnic clienților de către fermele locale. Lăptarii livrau lapte și alte produse de la fermă. De la apariția frigiderelor în domicilii și metodele mai bune de distribuție, aceste produse sunt astăzi livrate la scară mare prin intermediul acelorași sisteme de distribuție de către magazine ca și pentru alte produse alimentare. Ghețarii livrau gheață pentru lăzile frigorifice, până ce popularizarea frigiderelor i-a făcut inutili în majoritatea zonelor. Similar, rufele erau cândva adunate și spălate la o spălătorie comercială pentru a fi livrate celor din clasa de mijloc, până la apariția mașinii de spălat și a uscătorului (cei din clasa inferioară și le spălau singuri, iar cei din elita societății aveau servitori domestici). La fel și livrările de cărbune și lemn pentru încălzirea domiciliului erau mai populare până să fie înlocuite în multe zone cu gazul, petrolul sau încălzirea electrică. Anumite produse, în special combustibilul cu uz casnic, sunt încă livrate periodic. Și sângele uman poate fi livrat în spitale pe baza unui orar periodic.
Livrarea laptelui a continuat până în a doua jumătate a secolului 20 în America de Nord. De exemplu, ultima livrare de lapte prin intermediul trăsurii a avut loc în Edmonton în 1961. Glumele cu lăptari au rămas în circulație mult timp după aceea. Versuri asociate cu asta ale hitului "Harper Valley PTA" al lui Jeannie C. Riley din 1968 spun: 
There's old Bobby Taylor sitting there, and seven times he's asked me for a date,
And Mrs. Taylor sure seems to use a lot of ice whenever he's away.(Iată-l pe nea Bobby Taylor stând acolo, de șapte ori mi-a cerut o întâlnire,
 iar doamna Taylor pare să aibă nevoie de cam multă gheață când el nu e acasă.)

## Legături externe
- Materiale media legate de livrare la Wikimedia CommonsWikimedia Commons